# テッポウエビモドキ
テッポウエビモドキ（鉄砲蝦擬、学名: Betaeus granulimanus）は、十脚目テッポウエビ科に分類されるエビの一種。東アジアの温暖な海域に面した岩礁海岸にすむエビである。
体長は45mmほどで、複眼は黒い点として確認できるが上面を頭胸甲に覆われる。体はほぼ平滑で目立つ棘などはなく、テッポウエビ類の特徴が表れる。第一歩脚は大きな鉗脚に発達するが、通常の十脚類なら上側にある可動指が下側についており、表面に半球形の顆粒が密布する。また第一歩脚は左右で大きさが異なるが、指の形は左右とも同じで、テッポウエビ属などのような破裂音は出さない。生体の体色は緑褐色で、第一歩脚のはさみ、他の歩脚、尾扇の先端などはオレンジ色を帯びる。
日本、朝鮮半島、中国に分布し、日本では房総半島から九州にかけての温暖な地方で見られる。
外洋に面した岩礁海岸の潮間帯下部に生息し、タイドプールでも見られる。砂礫上の転石をひっくり返すと見つかるが、動きは素早く、すぐに近くの物陰へ逃げこむ。

## 同属種
テッポウエビモドキ属 Betaeus は全世界の熱帯・温帯の海岸から16種類が知られる。
日本ではもう一種、エクボテッポウエビモドキ B. gelasinifer Nomura et Komai, 2000 が発見されている。頭胸甲長4-7mm、体長20mmほどの小型種である。鉗脚の可動指が下側にあるのはテッポウエビモドキと共通しているが、顆粒はない。これまでに本州南岸の浜名湖、三浦半島、房総半島からのみ記録されている。